# Comitato Olimpico della Papua Nuova Guinea
Il Comitato Olimpico della Papua Nuova Guinea (noto anche come Papua New Guinea Olympic Committee in inglese) è un'organizzazione sportiva papuana, nata nel 1973 a Boroko, sobborgo di Port Moresby, Papua Nuova Guinea.
Rappresenta questa nazione presso il Comitato Olimpico Internazionale (CIO) dal 1974 ed ha lo scopo di curare l'organizzazione ed il potenziamento dello sport in Papua Nuova Guinea e, in particolare, la preparazione degli atleti papuani, per consentire loro la partecipazione ai Giochi olimpici. L'associazione, inoltre, fa parte dei Comitati Olimpici Nazionali d'Oceania.
L'attuale presidente del comitato è John N. Dawanicura, mentre la carica di segretario generale è occupata dalla Sra. Auvita Rapilla.